# Microzetes sestai
Microzetes sestai är en kvalsterart som beskrevs av Sandór Mahunka 1982. Microzetes sestai ingår i släktet Microzetes och familjen Microzetidae. Inga underarter finns listade i Catalogue of Life.